# Michael Geissler (Jurist)
Michael Geissler (* 10. Januar 1967) ist ein deutscher Jurist. Er ist seit dem 1. November 2010 Richter am Bundesfinanzhof.

## Leben und Wirken
Geissler war nach Abschluss seiner juristischen Ausbildung zunächst fünf Jahre als Wirtschaftsjurist bei einer Wirtschaftsprüfungsgesellschaft und Rechtsanwaltskanzlei tätig. 1999 trat er in den höheren Dienst der Bayerischen Finanzverwaltung ein. Er war als juristischer Sachbearbeiter im Bayerischen Staatsministerium für Finanzen und anschließend als Sachgebietsleiter in einem Finanzamt tätig. 2006 wurde er zum Richter am Finanzgericht München ernannt. Geissler ist promoviert.
Das Präsidium des Bundesfinanzhofs wies Geissler zunächst dem für die Besteuerung von Einzelgewerbetreibenden, Investitionszulagen und Kindergeld zuständigen III. Senat zu.